# Hanna (Polonia)
Hanna è un comune rurale polacco del distretto di Włodawa, nel voivodato di Lublino.
Ricopre una superficie di 139,02 km² e nel 2004 contava 3 387 abitanti.